# إبراهيم خليل علاف
إبراهيم خليل صالح العلاف (1931 - 1990) شاعر سعودي. ولد في مدينة مكة، ودرس فيها. ثم في القاهرة حيث تخرّج في كلية دار العلوم وتخرج فيها عام 1953. عمل بوزارة المعارف، وترقى من مدرّس إلى مفتش، ثم انتقل إلى وزارة الإعلام مديراً لإدارة الأخبار، ثم إلى المكتبة العامة للإذاعة، ثم إلى وزارة الأوقاف والحج، وفي 1975 انتقلت خدماته إلى رابطة العالم الإسلامي، وبعد عامين تقاعد وتفرغ لحياته الخاصة. له خمسة دواوين مطبوعة وألف كتاب باقة الطرائف. توفي في مسقط رأسه. 

## سيرته
ولد إبراهيم خليل صالح العلاف في مكة في 1 محرم 1350 هـ/ 1931 م ونشأ بها. أتم نعليمه الابتدائي والثانوي فيها، ثم التحق بكلية دار العلوم بجامعة القاهرة في 1369 هـ، وتخرج فيها عام 1953.

تنقل في حياته العملية في مواقع عدة، مدرسًا في المعهد العلمي السعودي التابع لوازة المعارف، وكيلاً للمعهد نفسه، ثم مفتشًا فنيًا للمدارس الابتدائية والثانوية لمدة عامين، تجول خلالها على المناطق التعليمية في الحجاز، وعسير، ونجد. 

انتقل بعده إلى وزارة الإعلام، وعمل بها كأول مدير لإدارة الأخبار لمدة عامين. تولى بالإضافة إلى ذلك، الإشراف على إدارة الصحافة والنشر، ثم عمل مديرًا للمكتبة العامة للإذاعة.

ثم ما لبث أن أنتقل إلى وزارة الحج والأوقاف، مديرًا لمكتباتها في كل من المكة والمدينة والطائف. تدرج في عدة مناصب في هذه الوزارة حتى أصبح مديرًا لمصنع كسوة الكعبة.

ثم انتقل بعد ذلك إلى رابطة العالم الإسلامي وعمل بها لمدة عامين مشرفًا على مكتبها وعلى مجلة رسالة المسجد وبحوث السيرة النبوية للقرن الخامس عشر الهجري. ثم تفرّع لحياته الخاصة وتفرّغ لأعماله الأدبية ومتابعة الثقافة وشؤونها. 

توفي في سنة 1412 هـ/ 1991 م.

## شعره
تعلق إبراهيم خليل علاف بالشعر منذ وقت مبكر من حياته، فانصرف قراءة دواوين الشعراء القدماء وبدأ بنشر إنتاجه الأدبي شعراً ونثراً في الصحف والمجلات المحلية.

ذكره عبد العزيز البابطين في معجمه وقال عنه «في شعره نفس تراثي نجده في براعة الاستهلال ورصانة اللغة وقوة الربط بين أجزاء القصيدة، ويتجلى الجانب الحديث في الطابع الاعترافي وتوظيفه الواسع للمكتسبات المعرفية القديمة والحديثة. في شعر العلاف روح إصلاحية منذ بواكير تجربته الممتدة.»
جعله عبد الله الحامد في عداد الشعراء المخضرمين، الذين زاوجوا في شعرهم بين القديم والجديد. 

من شعره بعنوان لغة الفرقان:

## مؤلفاته

### دواوين شعر
من دواوينه الشعرية :
- أشواق وآهات (1380هـ /1961م) – دار الإمام مسلم. [5]
- وهج الشباب، (1380هـ /1961م)[6]
- الإنسان، 1965
- جلّنار، 1965
- آفاق وأعماق، (1408هـ / 1988م)
- باقة الطرائف (1380هـ / 1960م)
- المجموعة الكاملة (1409هـ/ 1989م) – مطابع الصفا –.[7]

### أعمال أخرى
من أعماله الأخرى:
- باقة الطرائف، 1950، وقد جمع فيه مختارات أدبية عالمية وعربية.
- جلالة الملك عبد العزيز في مراة الشعر، بحث ضمن بحوث المؤتمر الأول للأدباء السعوديين المنعقد في مكة في الفترة ما بين 1 - 5 من ربيع الأول 1394.[8]

وقدم بين عامي 1374-1375هـ برامج للإذاعة السعودية.